# 亀山努
亀山 努（かめやま つとむ、1969年7月2日 - ）は、大阪府大阪市港区生まれ、鹿児島県奄美大島出身の元プロ野球選手（外野手）。右投左打。
現在は亀山 つとむ（読み同じ）として、タレント業、毎日放送の野球解説者、スポーツニッポンの野球評論家を務める。マネジメント契約先はスポーツビズ。
愛称は亀ちゃん（さん）。双子の弟に俳優の亀山忍がいる。

## 経歴

### 現役時代
小学校6年から祖母の住む奄美大島に家族で転居し、鹿屋中央高調理科へ双子の弟・忍と一緒に入学。忍がエースとして2年秋の県大会優勝、3年夏はベスト8で延長14回の末に敗れた。1987年オフにドラフト外で阪神タイガースに入団した。内野手（三塁手）として入団したが、1989年から外野手へコンバートされ、同年に一軍初出場。
1990年にウエスタン・リーグで首位打者と盗塁王、1991年は2年連続でウエスタン・リーグで首位打者となる。
1992年に背番号を00に変更。右翼手の定位置を獲得して一軍に定着し、新庄剛志と共に「亀新フィーバー」を巻き起こした。同年のチームの躍進に貢献し、5月6日の読売ジャイアンツ戦（甲子園）では、2-2で迎えた9回裏2アウト一塁、桑田真澄の速球をバットを折りながら右中間へ弾き返し、一塁走者の和田豊が一気に生還してサヨナラ勝ちとなった。
一塁への果敢なヘッドスライディングで「平成のスライディング王」の異名を取り、「ヘッドスライディングの亀山」として自身の代名詞となった。
1993年、ダイビングキャッチで右肩を脱臼し、シーズンの大半を棒に振った。
1994年は、開幕からしばらくは右翼手でスタメン起用されたが、三塁のトーマス・オマリーが守備難で一塁へ、一塁の新外国人選手ロブ・ディアーが右翼手へと配置変更されたうえ、左翼手にはオリックスからFA移籍してきた石嶺和彦がいたため5月以降は控えとなった。しかし、ディアーの不振により入れ替わる形で右翼手のレギュラーとして再度起用され始め、規定打席には到達できなかったが自己最高の9本塁打を記録した。
1995年、開幕早々に守備でグレン・デービスと衝突し腰椎を骨折。シーズンのほぼ全てを治療に費やした。
1996年は一軍出場なし。後述の寝坊癖などで二軍での練習態度が悪いとコーチ等に何度も指摘・叱責されるも、反省の色が無いと判断されて一軍への昇格が無かった。
1997年は4試合の出場に終わり、10月3日に戦力外通告を受けた。近鉄バファローズの佐々木恭介監督に誘われ、近鉄の秋季キャンプにて入団テストが行われた。佐々木はフロントに亀山の獲得を進言したが、保有選手数に余裕がないことを理由にフロントがこれを却下し、他球団も翌年の編成が終わっている時期だったため28歳で現役を引退。同年10月12日の対横浜ベイスターズ戦（甲子園）で引退試合が行われた。自身は代打で出場すると、川村丈夫と対戦。遊ゴロに終わるが、一塁到達の際に代名詞のヘッドスライディングを披露し、ファンを沸かせた。

### 引退後
1998年から毎日放送・GAORAの野球解説者に就任した。
タレント業や解説の傍ら、少年野球チーム・枚方リトルの監督に就任し、1999年に、枚方リトルをリトルリーグ・ベースボール・ワールドシリーズ優勝に導いた。
2001年からはプロ野球マスターズリーグ・大阪ロマンズに参加した。数年に1回のペースで開催される巨人対阪神OB戦でも、阪神OB会の若手として活躍している。
このほか、履正社医療スポーツ専門学校 野球コースの特別講師・硬式野球部のコーチを務めている。

## 人物・エピソード
亀山忍は一卵性双生児の弟で、兄弟揃って鹿屋中央高校調理科に在籍していたことから調理師の資格を有している。彼自身、現役時代「プロ野球選手になっていなかったら餃子の王将に就職するつもりだった」と語っている。また、忍も努と同じく阪神のテストを投手として受験したが、不合格となっている。
タレントに転身してから、「亀山 魁斗」へ、さらに現在の「亀山 つとむ」へと芸名を変更した。
現役時代は、目覚まし時計を12個鳴らしても防げなかったという寝坊による常習的な遅刻癖等で物議を醸した。これは、当時から肥満の傾向があったこと、学生時代のケンカによる鼻中隔湾曲（その後手術で治療）を持っていたことによる睡眠時無呼吸症候群を発症していたためであるとも言われている。また、当時は甘いマスクの持ち主だったこともあり、女性ファンからの人気も高かった。
入団1年目の途中に当時選手だった掛布雅之に球界で生き残る術を質問したところ、「おまえが勝負できる一拍子はどれや？」と問われ、「足が速くて肩が強い」ことだと考えた亀山は内野手から外野手へのコンバートを決意することとなった。
現役引退後、急激に体重が増加した。一時は135キロまでになり、その後113キロで落ち着いた。

## 詳細情報

### 年度別打撃成績
| 年 度     | 球 団     | 試 合 | 打 席 | 打 数 | 得 点 | 安 打 | 二 塁 打 | 三 塁 打 | 本 塁 打 | 塁 打 | 打 点 | 盗 塁 | 盗 塁 死 | 犠 打 | 犠 飛 | 四 球 | 敬 遠 | 死 球 | 三 振 | 併 殺 打 | 打 率 | 出 塁 率 | 長 打 率 | O P S |
| --------- | --------- | ----- | ----- | ----- | ----- | ----- | -------- | -------- | -------- | ----- | ----- | ----- | -------- | ----- | ----- | ----- | ----- | ----- | ----- | -------- | ----- | -------- | -------- | ----- |
| 1989      | 阪神      | 28    | 38    | 36    | 4     | 5     | 2        | 0        | 0        | 7     | 1     | 1     | 0        | 2     | 0     | 0     | 0     | 0     | 10    | 1        | .139  | .139     | .194     | .333  |
| 1990      | 阪神      | 28    | 58    | 44    | 8     | 10    | 5        | 0        | 0        | 15    | 2     | 2     | 1        | 3     | 0     | 10    | 0     | 1     | 15    | 2        | .227  | .382     | .341     | .723  |
| 1991      | 阪神      | 18    | 21    | 21    | 0     | 2     | 0        | 0        | 0        | 2     | 1     | 1     | 0        | 0     | 0     | 0     | 0     | 0     | 7     | 0        | .095  | .095     | .095     | .190  |
| 1992      | 阪神      | 131   | 548   | 488   | 65    | 140   | 14       | 7        | 4        | 180   | 28    | 15    | 13       | 15    | 2     | 41    | 1     | 2     | 94    | 6        | .287  | .343     | .369     | .713  |
| 1993      | 阪神      | 44    | 142   | 126   | 14    | 31    | 5        | 2        | 1        | 43    | 10    | 2     | 2        | 2     | 0     | 14    | 0     | 0     | 32    | 4        | .246  | .321     | .341     | .663  |
| 1994      | 阪神      | 105   | 377   | 327   | 49    | 93    | 11       | 4        | 9        | 139   | 28    | 5     | 5        | 3     | 1     | 45    | 3     | 1     | 64    | 10       | .284  | .372     | .425     | .797  |
| 1995      | 阪神      | 19    | 60    | 54    | 2     | 10    | 1        | 1        | 0        | 13    | 2     | 1     | 1        | 1     | 0     | 5     | 0     | 0     | 18    | 1        | .185  | .254     | .241     | .495  |
| 1997      | 阪神      | 4     | 4     | 4     | 0     | 0     | 0        | 0        | 0        | 0     | 0     | 0     | 0        | 0     | 0     | 0     | 0     | 0     | 3     | 0        | .000  | .000     | .000     | .000  |
| 通算：8年 | 通算：8年 | 377   | 1248  | 1100  | 142   | 291   | 38       | 14       | 14       | 399   | 72    | 27    | 22       | 26    | 3     | 115   | 4     | 4     | 243   | 24       | .265  | .336     | .363     | .698  |

- 各年度の太字はリーグ最高

### 表彰
- ゴールデングラブ賞：1回 （外野手部門：1992年[4]）
- JA全農Go・Go賞：1回 （好走塁賞：1992年4月）
- Number MVP賞：1回 （1992年）
- サンスポMVP大賞：1回 （1992年[10]）

### 記録
初記録
- 初出場：1989年6月11日、対横浜大洋ホエールズ8回戦（札幌市円山球場）、5回表に嶋田宗彦の代打として出場
- 初安打：1989年6月22日、対ヤクルトスワローズ13回戦（明治神宮野球場）、6回表に伊東昭光から単打
- 初先発出場：1989年6月25日、対読売ジャイアンツ13回戦（阪神甲子園球場）、1番・中堅手として先発出場
- 初打点：1989年10月9日、対中日ドラゴンズ23回戦（ナゴヤ球場）、9回表に鹿島忠から内野ゴロの間に記録
- 初盗塁：同上、9回表に二盗（投手：鹿島忠、捕手：中村武志）
- 初本塁打：1992年4月21日、対横浜大洋ホエールズ4回戦（横浜スタジアム）、1回表に友利結から右越ソロ

その他記録
- 外野手レンジファクター (RF/G)1位：1回 （1992年：2.07）[11]
- オールスターゲーム出場：2回 （1992年、1994年[4]） ※ともにファン投票選出[注 2]

### 背番号
- 67 （1988年 - 1991年）
- 00 （1992年 - 1997年）

## 関連情報

### 出演

#### テレビ番組
現在
- 侍プロ野球（毎日放送制作の阪神戦中継に解説者として出演）
  - 新庄による北海道日本ハムファイターズ一軍監督への就任（2021年11月4日）に際しては、阪神時代のチームメイトだった「MBS野球解説者」として、系列他局制作の情報番組（TBSテレビ制作の『ひるおび!』やCBCテレビの『ゴゴスマ』など）にもリモート方式で生出演。
- MBSベースボールパーク（MBSラジオ） - 番組内でのキャッチフレーズは、「魂のヘッドスライディング」（『MBSタイガースナイター』時代の2011年度まで）→「トラの兄貴分」（『MBSタイガースライブ』時代の2012年度から）
- 亀ちゃんのタイガースに檄!→マンデータイガースTV（GAORA）
- GAORAプロ野球中継 - MBSテレビ制作の阪神主催試合中継（『侍プロ野球』）を同時放送する場合や、セ・パ交流戦の日本ハム対阪神戦の中継時の解説を担当。

過去
- 亀山つとむの音楽一家（サンテレビ、1999年3月まで放送）

以下はいずれも、MBSラジオで放送された番組。
- 亀スポ!
- いざゆけ八木裕!（2005年4月 - 2009年3月）
- with…夜はラジオと決めてます（2012年度のナイターオフ番組） - 原則として隔週金曜日に、阪神時代のチームメートでもあった遠山奬志と交代で、スポーツニュースおよびスポーツ系企画のコメンテーターとして出演。
- 亀山つとむのかめ友 Sports Man Dayメインパーソナリティ（2009年4月 - 2016年3月21日） - 『亀山つとむのスポーツマンデー!』の前身番組
- 子守康範 朝からてんコモリ!月曜日（2009年4月 - 2019年6月） - 太田幸司・藪恵壹と交互に、「日替わりコモンテーター」→「パートナー」として出演。出演期間中は、当番組の本番を終えると、当日の夕方に『かめ友』→『スポーツマンデー!』でメインパーソナリティを務めていた。
- with Tigers MBSベースボールパーク みんなでホームイン!（2015年度のナイターオフ番組） - 毎週木曜日にコメンテーターとして出演。
- 亀山つとむのスポーツマンデー!（2016年3月28日 - 2020年3月16日、メインパーソナリティ）

#### CM
「亀新フィーバー」と称された1992年に亀山への複数の出演依頼を阪神球団は受けるも、新庄剛志へのものと共に「野球への専念」を理由に辞退する（民間企業からの依頼は辞退するも、新庄は官庁のCMには出演）。
- アクサ生命保険「終身医療保険1095」（2003年）
- マツヤデンキ（2011年 - 2012年）

### 出版物
- 著書『なんでやねん ～リトルリーグ世界一 枚方リトルの秘密～』（集英社、2000年、単著）
- 著書『タイガース中毒読本―1992年ハラハラドキドキの舞台裏』（ワニブックス、1992年、共著：亀山努・中込伸・新庄剛志）
- 写真集『タイガースの革命児―中込伸・亀山努・新庄剛志写真集』（ソニー・マガジンズ、1992年）

### CD
- 『Go-Go!トラッキー』亀山つとむとラッキー・キャッツ

『ふたりは元気』よしかわちなつとデュエット

### MV
- 「全力！スタート」（がんばれ!Victory、2015年5月20日発売） - 監督役[14]